# Kurt Becker (Unternehmen)
Die Kurt Becker KG war ein deutscher Hersteller von Druckguss-Spielwaren in Form von Miniatur-Autos. Das Unternehmen hatte seinen Sitz in Berlin.

## Firmengeschichte
Über die Geschichte der Kurt Becker KG ist wenig bekannt, außer dass der Unternehmer Kurt Becker sie vermutlich kurz nach dem Zweiten Weltkrieg in Berlin gründete. Wahrscheinlich produzierte das Unternehmen lediglich eine Spielwagenserie um 1947.

## Vorbild Auto-Union-Rennwagen
Aufgegriffen wurde dabei der Vorkriegsrennwagen der Auto Union im Maßstab 1 : 43. Auto-Union-Rennwagen wurden in den Jahren 1934 bis 1939 von den Zwickauer Horch-Werken als Typen A bis D gebaut. Die maßgeblichen Konstrukteure waren Ferdinand Porsche und zuletzt Robert Eberan von Eberhorst. Kurt Becker baute den „Typ A“ im Kleinmodell nach und widmete sich dabei dem real sehr raren Untertyp „long tail“. August Momberger, Rennfahrer, Ingenieur und Werkssportleiter, fuhr den Wagen 1934 auf der AVUS. Ungewöhnlich war der Miniaturnachbau gerade dieses Wagens deshalb, weil seine Blütezeit in den 1930er-Jahren lag und er zudem als eins der „Flaggschiffe“ des Nazi-Regimes galt. Nach dem Krieg kehrte die Auto Union nicht mehr in den „Rennzirkus“ zurück.

## Produktvarianten
Der Auto-Union-Rennwagen von Kurt Becker wurde als „B1300“-Serie bekannt. Sechs verschiedene, regelmäßig matt lackierte Farbkombinationen gab es:
- grau-weiß/khakifarbenen mit roten Sitzen
- grün mit roten Sitzen
- dunkelrot mit grau-weißen/khakifarbenen Sitzen
- hellrot mit blauen Sitzen
- dunkelblau mit roten Sitzen
- hellblau mit roten Sitzen

Ungewöhnlich war auch die Mattlackierung der Kleinfahrzeuge. Dies wird allerdings darauf zurückgeführt, dass es sich um Farben des Militärs gehandelt haben muss, die als Kriegshinterlassenschaft die einzige verfügbare Farbe am Markt des jungen Nachkriegs-Deutschlands war.